# Westliche Suwałki-Seenplatte
Die Westliche Suwałki-Seenplatte (poln. Pojezierze Zachodniosuwalskie) ist eine Masoregion sowie Seenlandschaft in den Woiwodschaften Ermland-Masuren und Podlachien in Polen.

## Lage
Die Westliche Suwałki-Seenplatte ist Teil der Litauischen Seenplatte (Suwałki-Seenplatte). Im Norden schließt sich die Rominter Heide, im Westen die Seesker Höhen, im Süden die Lycker Seenplatte, im Südosten die Augustów-Ebene und im Nordosten die Östliche Suwałki-Seenplatte an. Die Seenplatte liegt im Nordosten Polens unweit der Grenzen zu Russland, Litauen und Belarus. 

## Geologie
Die Westliche Suwałki-Seenplatte besteht aus einer Vielzahl von Seen in einer Moränenlandschaft. Charakteristisch für diese Landschaft sind glaziale Rinnen zwischen den Hügeln, entstanden durch die abtragende Wirkung der Schmelzwässer beim Abschmelzen der Gletscher, die später die Seen aufnahmen. 

## Seen
Zu den größten Seen zählen Rospuda Filipowska und Garbaś. 

## Flüsse
Der wichtigste Fluss der Seenplatte ist die Rospuda. 

## Moränen
Die höchsten Moränen in dem Gebiet erreichen 240 Meter über NN.

## Besiedlung
Die Westliche Suwałki-Seenplatte ist dünn besiedelt. Es gibt keine einzige Stadt im Gebiet, seit Bakałarzewo, Przerośl und Filipów ihren Status als Stadt eingebüst haben.